# كفر بني علي
قرية كفر بنى على هي إحدى القرى التابعة لمركز سمسطا في محافظة بني سويف في جمهورية مصر العربية. حسب إحصاءات سنة 2006، بلغ إجمالي السكان في كفر بنى على 3045 نسمة، منهم 1526 رجل و1519 امرأة.